# 旧把撥駅
旧把撥駅（クパバルえき）は、大韓民国ソウル特別市恩平区津寛洞にあるソウル交通公社3号線の駅。駅番号は320。梧琴駅・水西駅始発の列車の約半分はこの駅まで運行して紙杻車両事務所に入庫する。

## 歴史
- 1985年7月12日 - ソウル特別市地下鉄公社3号線（当時）の駅として開業。
- 2005年1月1日 - ソウル特別市地下鉄公社がソウルメトロに改称。
- 2017年5月31日 - ソウルメトロとソウル特別市都市鉄道公社が統合され、ソウル交通公社の駅となる。

### 駅名の由来
旧把撥（クパバル）は読んで字のごとく旧・把撥（パバル）であり、把撥とは昔、都と辺境をつないだ連絡官たちの伝令網のことを指し、その伝令を伝える馬を把撥馬（パバルマ）と言った。したがって旧把撥駅は昔、その伝令馬の駅があったところである。

## 駅構造

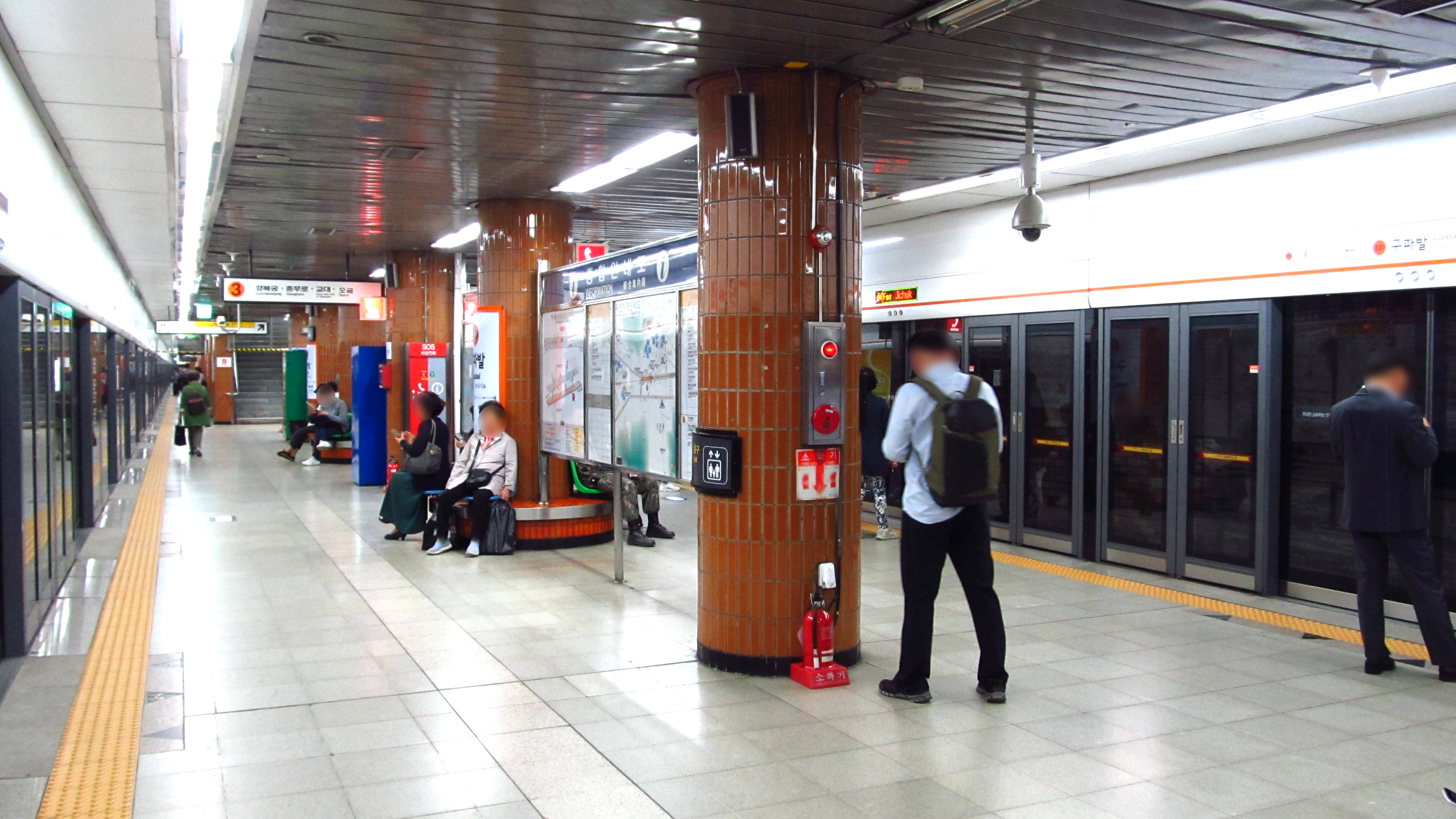
プラットホーム（2019年10月22日）

ホーム階は地下2階にあり、島式ホーム1面2線を有している。保安用にホームドアシステム（フルスクリーンタイプ）を装備する。
改札階は地下1階にあり、改札口は北側（紙杻寄り）、中程、南側（ヨンシンネ寄り）の3ヶ所ある。中程の改札のみホームへの連絡エレベーターが設置されている。化粧室は改札外に設置されている。
出入口は1番から4番までの計4ヶ所ある。
また、同駅北側には同駅始発・終着列車用の待避線がある。

### のりば
案内上ののりば番号は設定されていない。
| ホーム | 路線  | 行先                                    | 備考         |
| ------ | ----- | --------------------------------------- | ------------ |
| 上り   | 3号線 | 大谷・大化方面                          | 一部当駅到着 |
| 下り   | 3号線 | 鍾路3街・高速ターミナル・水西・梧琴方面 | 一部当駅始発 |

## 利用状況
近年の一日平均利用人員推移は下記のとおり。
| 路線  | 路線     | 2000年 | 2001年 | 2002年 | 2003年 | 2004年 | 2005年 | 2006年 | 2007年 | 2008年 | 2009年 | 出典  |
| ----- | -------- | ------ | ------ | ------ | ------ | ------ | ------ | ------ | ------ | ------ | ------ | ----- |
| 3号線 | 乗車人員 | 16,033 | 16,030 | 15,592 | 14,803 | 14,633 | 13,530 | 12,168 | 10,629 | 10,976 | 11,446 | [ 1 ] |
| 3号線 | 降車人員 | 11,462 | 11,161 | 10,904 | 10,527 | 10,423 | 9,410  | 8,157  | 6,870  | 7,489  | 8,461  | [ 1 ] |
| 3号線 | 乗降人員 | 27,494 | 27,191 | 26,495 | 25,330 | 25,056 | 22,940 | 20,325 | 17,498 | 18,465 | 19,907 | [ 1 ] |
| 路線  | 路線     | 2010年 | 2011年 | 2012年 | 2013年 | 2014年 | 2015年 |        |        |        |        | [ 1 ] |
| 3号線 | 乗車人員 | 12,894 | 15,551 | 16,301 | 17,001 | 17,646 | 17,598 |        |        |        |        | [ 1 ] |
| 3号線 | 降車人員 | 9,528  | 11,698 | 12,588 | 13,339 | 14,190 | 14,423 |        |        |        |        | [ 1 ] |
| 3号線 | 乗降人員 | 22,422 | 27,249 | 28,889 | 30,340 | 31,836 | 32,020 |        |        |        |        | [ 1 ] |

## 駅周辺
- 恩平ニュータウン
- 旧把撥滝
- 観音寺
- 北漢山
- 北漢山道
- 津寛近隣公園
- 莉茉山
- 新都中学校（朝鮮語版）
- ソウル神道初等学校（朝鮮語版）
- 新都高等学校（朝鮮語版）
- 津寛中学校（朝鮮語版）
- 津寛高等学校（朝鮮語版）
- ソウル恩津初等学校（朝鮮語版）
- 恩平区民体育センター
- 恩平ニュータウン 1地区
- 恩平ニュータウン 2地区
- 恩平ニュータウン 3-1地区
- 恩平ニュータウン エコテラス（2013年予定）
- アイパーク（朝鮮語版） フォレストゲート（2014年予定）
- 恩平ニュータウン ドリームスクエア（2014年予定）
- 薬水寺
- 恩平メディテク高等学校（朝鮮語版）
- 地域暖房公社 恩平ニュータウン
- 津寛洞住民センター
- 統一路
- 旧把撥駅複合乗換センター
- 恩平ニュータウン旧把撥商業地区
- 恩平韓屋村（2014年予定）
- ロッテリア 旧把撥店
- ロッテシネマ恩平
- ソウル恩平郵便局（2012年8月27日鷹岩洞旧庁舎から移転）
- 恩平消防署
- 津寛洞公営車庫地
- 恭陵川（朝鮮語版）
- 興昌寺
- 北漢山国立公園
- 津寛寺
- ダイソー
- グッドモーニングマート恩平店
- ロッテモール（朝鮮語版）恩平店
- カトリック大学校恩平聖母病院（朝鮮語版）

過去にあったもの
- 旧把撥市場（恩平ニュータウン再開発で消滅）
- 記者村（恩平ニュータウン再開発で事実上消滅）

## 隣の駅
ソウル交通公社
 3号線
紙杻駅 (319) - 旧把撥駅 (320) - ヨンシンネ駅 (321)